# DeAndre Liggins
DeAndre Desmond Liggins (ur. 31 marca 1988 w Chicago) – amerykański koszykarz występujący na pozycji rzucającego obrońcy, obecnie zawodnik Londyn Lions.
2 sierpnia 2016 roku podpisał umowę z klubem Cleveland Cavaliers. 9 kwietnia został zwolniony. 2 dni później został zatrudniony przez Dallas Mavericks.
28 czerwca 2017 w wyniku grupowej wymiany trafił do Los Angeles Clippers. 25 września został wysłany do Atlanty Hawks w zamian za wybory draftu, po czym kilka godzin później został zwolniony. 10 października został zawodnikiem Miami Heat. 14 października został zwolniony. 2 dni później został pozyskany przez Milwaukee Bucks.
7 stycznia 2018 klub zrezygnował z jego usług. 10 stycznia podpisał 10-dniowy kontrakt z New Orleans Pelicans. 31 został zwolniony.
4 sierpnia 2019 dołączył do hiszpańskiego Montakit Fuenlabrada. 29 października opuścił klub.
22 lipca 2020 został zawodnikiem angielskiego Londyn Lions.

## Osiągnięcia
Stan na 23 lipca 2020, na podstawie, o ile nie zaznaczono inaczej.
NCAA
- Uczestnik rozgrywek:
  - Final Four turnieju NCAA (2011)
  - Elite Eight turnieju NCAA  (2010, 2011)
- Mistrz:
  - turnieju konferencji Southeastern (SEC – 2010, 2011)
  - sezonu regularnego SEC (2010)
- Zaliczony do składu I składu najlepszych defensorów konferencji Southeastern (2011)

Drużynowe
- Mistrz D-League (2016)

Indywidualne
- Obrońca Roku D-League (2014, 2016)
- Zawodnik tygodnia D-League (30.12.2013, 28.12.2015)
- Zaliczony do:
  - I składu defensorów D-League (2014, 2016)
  - II składu D-League (2014, 2016)
  - III składu turnieju NBA D-League Showcase (2014)
- Uczestnik meczu gwiazd D-League (2014, 2016)
- Lider D-League w przechwytach (2014)